# Друцьке князівство
54°20′00″ пн. ш. 29°45′00″ сх. д. / 54.3333° пн. ш. 29.75° сх. д.
Друцьке князівство — удільне князівство XII—XVI століть з центром в Друцьку (нині село в Толочицькому районі), розташовувалося на території сучасних Толочицького, Крупського і Круглянського районів. Існувало на території сучасної Білорусі в 1101–1565 роках.

## Історія
Після смерті Полоцького князя Всеслава Брячиславича (1101), Друцьк став одним з уділів Полоцької землі, але хто з братів сидів на Друцькому троні точно невідомо (див. Ізяславичі Полоцькі). Незабаром після цього Друцьком заволодів Гліб Мінський, але в 1116 місто та уділ відвоював Великий князь Київський Володимир Всеволодович. Хто після нього володів князівством — невідомо. У 1150-их Друцьке князівство знову було під владою нащадків Гліба Мінського, в 1159 р. на Друцькому троні сидів його онук — Гліб Ростиславич. У 1159 р. дручани вигнали Гліба Ростиславича з міста, запропонувавши трон Рогволоду-Василю, що викликало між останнім і Глібовичем тривалий конфлікт. У XIV столітті Друцьке князівство увійшло до складу ВКЛ, тягнучись від Борисова до Орші і від Лукомля до Тетеріна (за сучасним Круглим). Належало роду князів Друцьких, який мав багато відгалужень.
Наприкінці XV ст. окремі частини Друцького князівства потрапили у володіння родів Сапегів, Гаштольдів, Ямантавичів, Горностаїв. Частина князів Друцьких переїхала до Великого князівства Московського (1508). Після адміністративної реформи ВКЛ (1565—1566) землі князівства повністю включені в Оршанський повіт Вітебського воєводства.

## Князі Друцькі
- 1101—1127: Рогволод Всеславич (ум. 1128)
- 1127—1129: Василь Рогволодович (ум. после 1171), син попереднього, перебував у Візантії у 1129—1140
- 1129—1140: ? можливо князі Полоцькі Ізяслав Мстиславич, Святополк Мстиславич і Василько Святославич
- 1140—1144: Василь Рогволодович (вдруге)
- 1144—1151: Гліб Рогволодович, син попереднього
- 1151—1158: Гліб Ростиславич, син князя Мінського і Полоцького Ростислава Глебовича, онук Анастасії Ярополківни, доньки короля Руси Ярополка Ізяславича
- 1158—1159: Василь Рогволодович (втретє)
- 1159—1162: Гліб Рогволодович
- 1162 — после 1171: Василь Рогволодович (вчетверте)
- после 1171 — после 1180: Гліб Рогволодович (третє)
- 1190-ті: Борис Всеславич, син Всеслава Рогволодовича
- 1250-ті: Данило (Мстиславич?), родоначальник князів Друцьких
- 1300-ті: Михайло Данилович, князь Друцький (син попереднього)
- 1330-ті: Михайло Михайлович, князь Друцький (син попереднього)
- 1350-тф: Дмитро Михайлович, князь Друцький (син попереднього)
- 1401—1422: Семен Дмитрович, князь Друцький (син попереднього)
- 1430-ті: Іван Баба, князь Друцький (син попереднього).